# Šumarice (Kraljevo)
Šumarice (szerbül: Шумарице), település Szerbiában, a Raškai körzet Kraljevoi községében.

## Népesség
- 1948-ban 356 lakosa volt.
- 1953-ban 467 lakosa volt.
- 1961-ben 516 lakosa volt.
- 1971-ben 596 lakosa volt.
- 1981-ben 649 lakosa volt.
- 1991-ben 573 lakosa volt.
- 2002-ben 544 lakosa volt, akik közül 534 szerb (98,16%), 6 montenegrói, 1 macedón, 1 orosz.